# فرودگاه هاسی رمل
فرودگاه هاسی رمل (به انگلیسی: Hassi R'Mel Airport) (به زبان بومی: Aéroport de Hassi R'Mel: Tilrhemt) یک فرودگاه همگانی با کد یاتا HRM است که یک باند فرود آسفالت دارد و طول باند آن ۲۹۹۸ متر است. این فرودگاه در کشور الجزایر قرار دارد و در ارتفاع ۷۷۴ متری از سطح دریا واقع شده‌است.

## شرکت‌های هواپیمایی و مقصدهای پروازی
| شرکت‌های هواپیمایی | مقصدهای پروازی |
| ----------------- | -------------- |
| هواپیمایی الجزایر | هواری بومدین   |
| طاسیلی ایرلاینز   | هواری بومدین   |